# Drosophila mediostriata
Drosophila mediostriata är en tvåvingeart som beskrevs av Oswald Duda 1925. Drosophila mediostriata ingår i släktet Drosophila, och familjen daggflugor.

## Utbredning
Artens utbredningsområde täcker ett område i Sydamerika från Costa Rica till Brasilien och Bolivia.